# پالجی
پالجی (به اسپانیایی: Paljay) یک کوه در پرو است که در منطقه کوسکو واقع شده‌است. پالجی ۵٬۴۲۲ متر بالاتر از سطح دریا واقع شده‌است.